# 格里博瓦魯德尼亞
51°56′58″N 31°5′53″E / 51.94944°N 31.09806°E
格里博瓦魯德尼亞（烏克蘭語：Грибова Рудня），是烏克蘭北部的村莊，隸屬切爾尼希夫州的切爾尼希夫區。該村始建於1765年，面積1.8平方公里，2001年該村落人口299。